# کریستیانا اولیویرا
کریستیانا اولیویرا (پرتغالی برزیلی: Cristiana Oliveira؛ زادهٔ ۱۵ دسامبر ۱۹۶۳) بازیگر و مدل و سرمایه‌دار اهل برزیل است.
از فیلم‌هایی که وی در آن‌ها نقش داشته‌است، می‌توان به پیمان ددمنشانه: قتل دانیلا پریس اشاره نمود.